# Alain Tanner
Alain Tanner (6. prosince 1929, Ženeva, Švýcarsko – 11. září 2022) byl švýcarský filmový režisér.
Studoval ekonomii na Ženevské univerzitě. Později se usadil v Londýně a v roce 1955 začal pracovat pro Britský filmový institut. Debutoval v roce 1957 krátkým dokumentárním filmem Nice Time, natočeným v Londýně ve spolupráci s Claudem Gorettou. Své další filmy točil ve Švýcarsku. V šedesátých letech stál u zrodu filmové skupiny Groupe 5, kterou dále tvořili mj. Claude Goretta a Michel Soutter. Za svůj film Charles mort ou vif (1969) získal hlavní cenu na Mezinárodním filmovém festivalu v Locarnu. Film Dans la ville blanche (1983), v němž hlavní roli ztvárnil Bruno Ganz, byl uveden na Berlínském mezinárodním filmovém festivalu. Svou filmovou kariéru završil snímkem Paul odchází (2004).

## Styl a témata
Tannerovy filmy jsou většinou výrazně civilistní až hyperrealistické, s důrazem na zkoumání sociálního postavení postav. Některé (Jonas qui aura 25 ans en l'an 2000) jsou svými východisky přímo zakotveny v sociologii, ekologii a ekonomii: Tanner byl uměleckým dědicem studentských revolt v roce 1968 a mapoval, co se dělo s jejich účastníky po vyprchání mladického entusiasmu. Akcent na zachycení individuálního prožívání momentu vede Tannera mnohdy k redukci příběhu anebo ke specifickému vytváření mikrozápletek. Spolu s výrazně poetickou kamerou, smyslem pro výtvarno a s velkým vkusem pro volbu filmové hudby, se Tannerovy filmy řadí mezi pozdní představitele filmové nové vlny a mezi filmy s tendencemi k redukcionismu a nové citovosti. Dají se srovnat s filmy Chantal Akerman anebo Wima Wenderse – s tou výhradou, že jmenovaní jsou o generaci mladší. Tannerovy filmy oproti původní nové vlně rovněž následují estetiku 70. a 80. let.

## Filmografie
- Nice Time (krátký film; 1957)
- Ramuz, passage d'un poète (krátký film; 1961)
- L'école (krátký film; 1962)
- Les apprentis (1964)
- Une ville à Chandigarh (1966)
- Docteur B., médecin de campagne (1968)
- Charles mort ou vif (1969)
- La salamandre (1971)
- Le retour d'Afrique (1973)
- Le milieu du monde (1974)
- Jonas qui aura 25 ans en l'an 2000 (1976)
- Messidor (1979)
- Les années lumière (1981)
- V bílém městě (Dans la ville blanche, 1983)
- Země nikoho (No Man's Land, 1985)
- Plamen v mém srdci (Une flamme dans mon coeur, 1987)
- La vallée fantôme (1987)
- Žena z Rose Hillu (La femme de Rose Hill, 1989)
- L'homme qui a perdu son ombre (1991)
- Le journal de Lady M (1993)
- Les hommes du port (1995)
- Fourbi (1996)
- Requiem (1998)
- Jonas et Lila, à demain (1999)
- Fleurs de sang (2002)
- Paul odchází (Paul s'en va; 2004)